# Anthophora dufourii
Anthophora dufourii är en biart som beskrevs av Amédée Louis Michel Lepeletier 1841. Anthophora dufourii ingår i släktet pälsbin, och familjen långtungebin. Inga underarter finns listade i Catalogue of Life.

## Bildgalleri

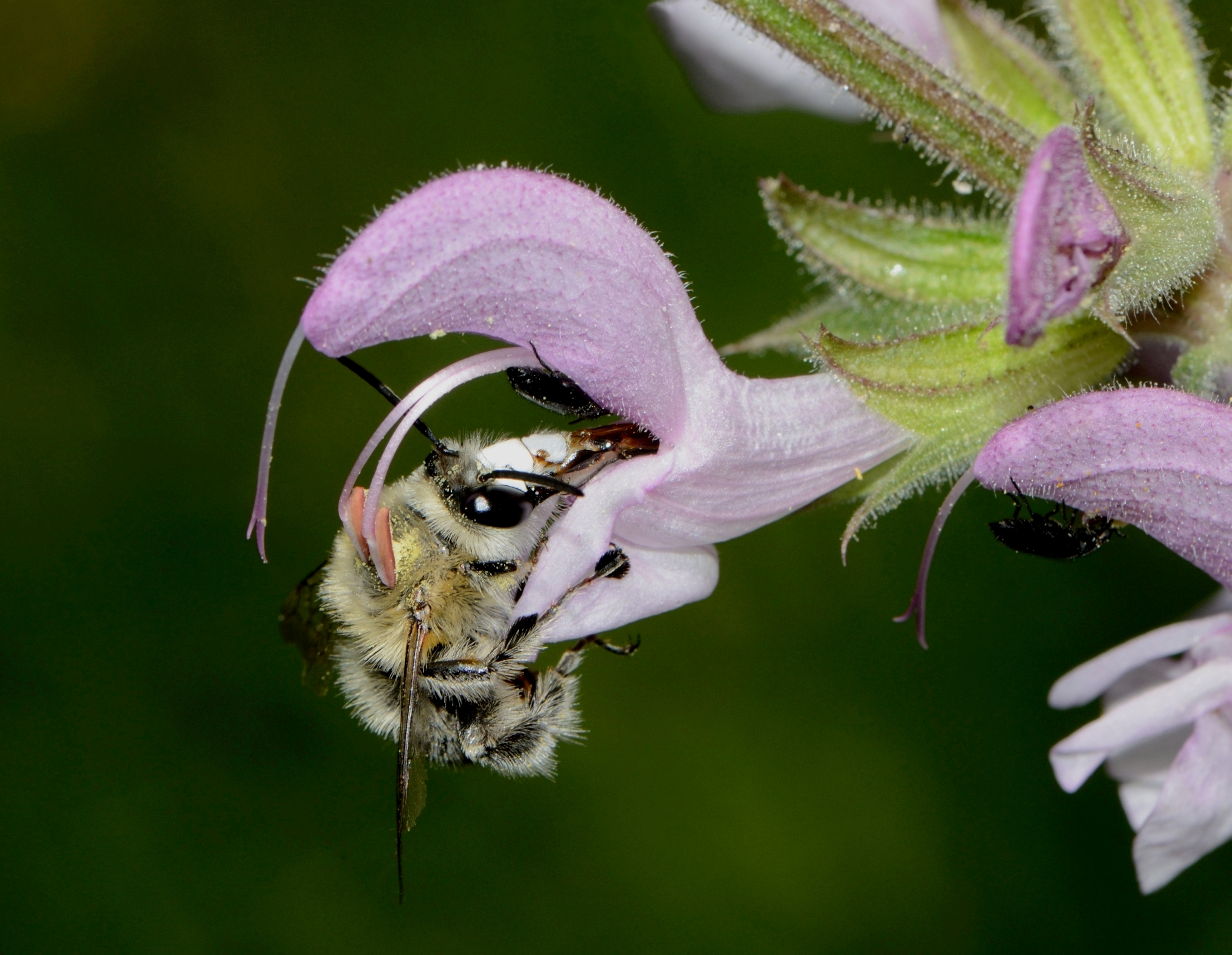